# Lorenzo Lugones
Lorenzo Lugones (Pampayasta, departamento Atamisqui, Santiago del Estero, 10 de agosto de 1796 - San Miguel de Tucumán, 20 de enero de 1868) fue un militar que combatió en la guerra de la independencia y en las guerras civiles de la Argentina.

## Biografía
El 7 de julio de 1810, con 14 años de edad, se enroló en los Patricios Santiagueños, cuerpo que se incorporó al Ejército Libertador, que continuaba desde Santiago del Estero su marcha hacia el Perú comandado por el general Francisco Antonio Ortiz de Ocampo. 
Lugones ingresó con el grado de cadete al Ejército del Norte, encomendado por su padre, Germán Lugones, a Vicente López y Planes, autor de la letra del Himno Nacional Argentino.
Combatió en todas las batallas de las tres campañas al Alto Perú, desde Cotagaita hasta Sipe Sipe, alcanzando el grado de capitán y convirtiéndose en el oficial más joven del general Manuel Belgrano.
En diciembre de 1816, estando en Santiago del Estero con el encargo de reunir un escuadrón de caballería, secundó al coronel Juan Francisco Borges en su revolución contra las autoridades nacionales para independizar a la provincia de Santiago del Estero de la gobernación de Tucumán, declarando a Santiago del Estero como Pueblo Libre, en sintonía con el caudillo de la Banda Oriental José Gervasio Artigas.
Tras la derrota y ejecución de Borges, y luego de escapar y conseguir el perdón del general Manuel Belgrano, el coronel Gregorio Aráoz de Lamadrid lo tomó bajo su protección y lo hizo su segundo jefe en la campaña que dirigió al Alto Perú en 1817. 
Lamadrid decidió desviarse de la ruta directa hacia el Alto Perú, con dirección a Oruro, para aprovisionarse de caballos y alimentos en el norte, en la Republiqueta de Tarija, debido a que Belgrano no había podido proveerlo adecuadamente. Enterándose de que la villa estaba ocupada por realistas, Lamadrid junto al chileno Francisco Pérez de Uriondo la atacaron el 14 de abril en la villa y se libró la batalla de Tarija, en la que Lugones fue partícipe, el día 15 de abril cesó la batalla tras la victoria en combate en el Campo de La Tablada por la mañana y, la capitulación oficial por el atardecer en la villa. Tras reabastecer a sus tropas, Lamadrid continuó su camino rumbo a La Plata (actual Sucre), donde fracasó y se vio obligado a retirarse —acosados por el enemigo— combatiendo en Cachimayo y Tarabuco. Esta cuarta campaña al Alto Perú fue una expedición mucho menos ambiciosa que las tres anteriores.
A mediados de 1820 formaba parte del ejército de la "República de Tucumán", y combatió contra la autonomía de su provincia, que había conseguido el coronel Juan Felipe Ibarra. Pasó al ejército salteño a órdenes de Alejandro Heredia, de Juan Ignacio Gorriti y de Arenales. Hizo la campaña al Alto Perú en 1825.
Poco después se incorporó a la división que participó en la guerra del Brasil, a órdenes de José María Paz. Pero pasó a las fuerzas de Lamadrid, que se enredó en una guerra civil contra el gobernador tucumano Javier López y luego contra Facundo Quiroga, combatiendo en la batalla de El Tala. Más tarde fue miembro del tribunal militar de su provincia; al producirse el segundo ataque federal a Tucumán, huyó a Santiago del Estero, donde Ibarra lo tomó como su protegido.
En 1829 pasó a Córdoba y se enroló en el ejército del general Paz con el grado de teniente coronel. Participó a órdenes de Lamadrid en la batalla de La Tablada, para después incorporarse al ejército de la provincia de Tucumán; combatió en la Batalla de La Ciudadela.
Huyó a Bolivia por un tiempo, hasta que el gobernador Heredia lo mandó llamar y lo incorporó al ejército federal tucumano. Pero cuando se produjo la invasión del general Javier López se mostró partidario del mismo, de modo que fue confinado al remoto pueblo de Burruyacú. Fue reincorporado al ejército provincial en 1837 para la guerra contra Bolivia, pero se dedicó a la agricultura.
Apoyó la Coalición del Norte, y en abril de 1840 era el jefe de Estado Mayor de la provincia de Tucumán, como segundo del general Lamadrid, que lo ascendió al grado de coronel. Combatió en la batalla de Famaillá a órdenes del general Juan Lavalle, y debió exiliarse por segunda vez en Bolivia.
Algunos años más tarde, el nuevo caudillo tucumano, Celedonio Gutiérrez, le concedió un indulto; pero Lugones prefirió instalarse en Tacna, en Perú, como dueño de una panadería.
Regresó a Santiago del Estero en 1853, aunque se negó a participar en las guerras entre Gutiérrez y Manuel Taboada. Se trasladó a Buenos Aires por invitación del general Paz, pero antes de llegar se instaló en Rosario. En 1855 publicó sus memorias sobre las campañas del Ejército del Norte: "Recuerdos Históricos", como complemento a las memorias de Lamadrid y Paz.
En 1859 se instaló definitivamente en la provincia de Tucumán, donde murió nueve años más tarde. Fue el tío abuelo del poeta Leopoldo Lugones.
En Tucumán se casó con la tucumana Eulalia Drago Porcelo, teniendo hijas (tucumanas) por lo que el apellido Lugones no se perpetuó en sus reales descendientes que actualmente están radicados en Tucumán. Entre sus hijas: Virginia Lugones, casada con Tomás de la Rosa (hermano del célebre agrimensor Marcelino), Josefa Lugones, casada con el destacado doctor francés Victor Bruland, Dolores Lugones, casada con Manuel Olivera y Teresa Estanislada Lugones, quien se casó con Francisco del Corro (tesorero y jefe de policía de Tucumán por orden de Marcos Paz, hijo del salteño Toribio del Corro, cabildante de Tucumán y sobrino del guerrero de la Independencia coronel Francisco Solano del Corro) dejando directa descendencia en la actualidad con los apellidos: del Corro-Sobrecasas.
Como don Lorenzo Lugones tuvo solamente hijas mujeres, el resto de los portadores del apellido Lugones, no son descendientes de Lorenzo, son parientes por vía colateral según la genealogía (disciplina que afirma que los parentescos se establecen por lazos y no por apellido).
Fue tío abuelo del poeta Leopoldo Lugones.